# Fontana Bocca di Leone
Fontana Bocca di Leone, även benämnd Fontana Torlonia, är en fontän vid Via Bocca di Leone i Rione Campo Marzio i Rom. Fontänen, som är belägen framför Palazzo Torlonia, designades av arkitekten Antonio Sarti år 1842. 

## Beskrivning
Fontänen beställdes av hertig Marino Torlonia och ritades av arkitekten Antonio Sarti (1797–1880) i samband med att piazzan framför Palazzo Torlonia planmässigt strukturerades. En inskriptionstavla ovanför fontänen hugfäster minnet av detta:
Ur munnen på en maskaron porlar vattnet ner i en romersk sarkofag. Denna sarkofag har en relief som framställer unga kvinnor och fauner med en medaljong som visar en man iförd toga. Ur sarkofagen, som vilar på två lejontassar, rinner vattnet ner i ett halvcirkelformat brunnskar. Fontänuppsatsen kröns av huset Torlonias vapen, vilket flankeras av två lejon. Vapnet har sex gyllene rosor och två kometer.

## Bilder
| - Huset Torlonias vapen. |